# Geoff Capes
Geoffrey Lewis Capes, dit Geoff Capes, né le 23 août 1949 à Holbeach (Lincolnshire, Angleterre) et mort le 23 octobre 2024 à Lincoln (Lincolnchire), est un athlète britannique, spécialiste du lancer du poids.

## Palmarès
| Date | Compétition                    | Lieu            | Résultat | Performance |
| ---- | ------------------------------ | --------------- | -------- | ----------- |
| 1970 | Jeux du Commonwealth           | Édimbourg       | 4e       | 17,06 m     |
| 1972 | Championnats d'Europe en salle | Grenoble        | 8e       | 18,67 m     |
| 1973 | Championnats d'Europe en salle | Rotterdam       | 7e       | 19,26 m     |
| 1974 | Championnats d'Europe en salle | Göteborg        | 1er      | 20,95 m     |
| 1974 | Championnats d'Europe          | Rome            | 3e       | 20,21 m     |
| 1974 | Jeux du Commonwealth           | Christchurch    | 1er      | 20,74 m     |
| 1975 | Championnats d'Europe en salle | Katowice        | 2e       | 19,98 m     |
| 1976 | Championnats d'Europe en salle | Munich          | 1er      | 20,64 m     |
| 1976 | Jeux olympiques                | Montréal        | 6e       | 20,36 m     |
| 1977 | Championnats d'Europe en salle | Saint-Sébastien | 2e       | 20,46 m     |
| 1978 | Championnats d'Europe en salle | Milan           | 3e       | 20,11 m     |
| 1978 | Jeux du Commonwealth           | Edmonton        | 1er      | 19,77 m     |
| 1979 | Championnats d'Europe en salle | Vienne          | 2e       | 20,23 m     |
| 1980 | Jeux olympiques                | Moscou          | 5e       | 20,50 m     |

## Records
| Épreuve         | Épreuve   | Performance | Lieu        | Date            |
| --------------- | --------- | ----------- | ----------- | --------------- |
| Lancer du poids | Plein air | 21,68 m     | Cwmbran     | 18 mai 1980     |
| Lancer du poids | Salle     | 20,98 m     | Los Angeles | 16 janvier 1976 |